# George Yardley
George Harry Yardley III (3 de novembro de 1928 — 13 de agosto de 2004) foi um jogador norte-americano de basquete profissional que disputou sete temporadas na National Basketball Association (NBA). Foi o primeiro jogador na história da NBA a passar dos 2 000 pontos em uma mesma temporada, quebrando o recorde de 1 932 pontos mantidos por George Mikan. Ingressou na Universidade de Stanford e, lá, entrou para a equipe de basquete e foi eleito All-American por duas vezes, em 1949 e 1950. Era apelidado de "Bird". Foi escolhido pelo Fort Wayne Pistons na oitava escolha no draft de 1950. No entanto, Yardley optou por jogar na liga local chamada AUU pelo San Francisco Stewart Chevrolet, onde atuava como ala-armador e conquistando o título no campeonato em dois anos que disputou, 1951 e 1952, e foi eleito como o jogador mais valioso em sua última temporada. Yardley teve seu nome incluído no Hall da Fama do Basquetebol em 1996.

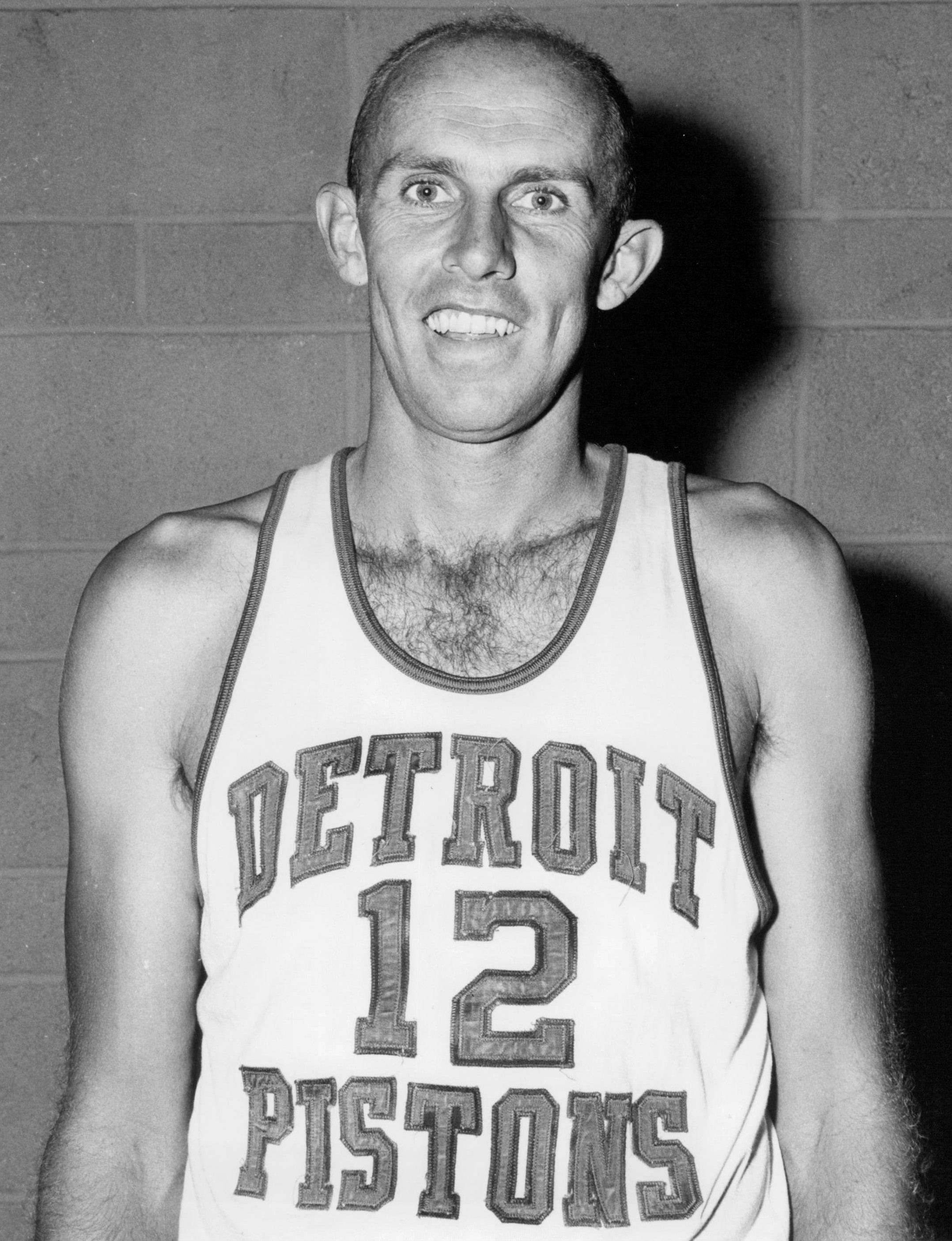
George Yardley

Yardley morreu de esclerose lateral amiotrófica, também conhecida como doença de Lou Gehrig, aos 75 anos.